# ۷۳۸ (قمری)

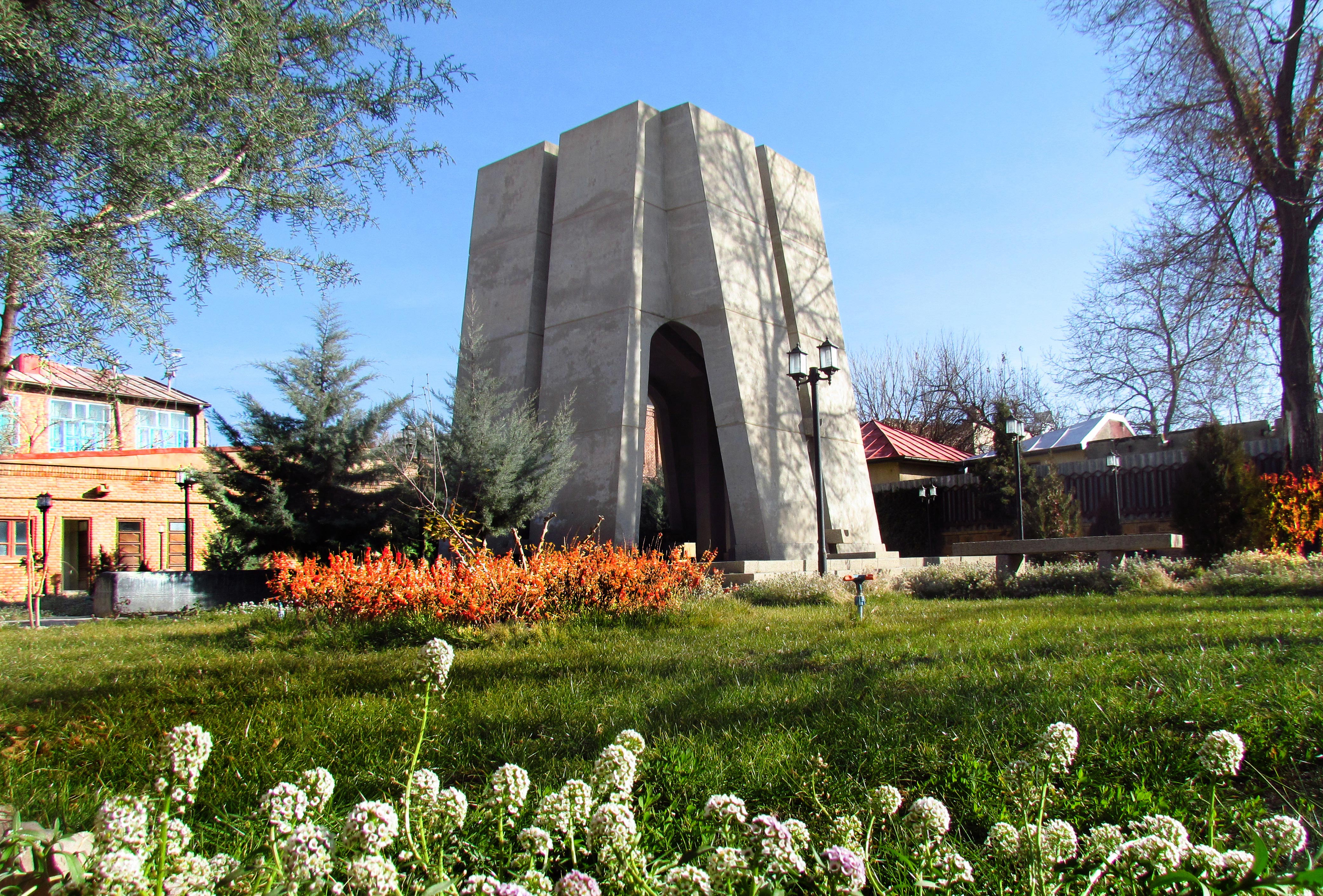
آرامگاه اوحلدین اوحدی مراغه‌ای در شهرستان مراغه،که در ۷۳۸ قمری فوت کرده است.

۷۳۸ (قمری)، هفتصد و سی و هشتمین سال در گاهشماری هجری قمری است. اول محرم این سال برابر با هفتم اوت سال ۱۳۳۷ میلادی است.

## وابسته
- اوحدی مراغه‌ای